# Mesheți
1. Mesheții sunt un grup etnic georgian din regiunea Mesheti (provincia Samtshe-Javaheti din Georgia).
2. Turcii mesheți sunt foștii locuitori turci musulmani ai regiunii  Mesheti (Georgia), de-a lungul graniței cu Turcia (cunoscuți în această țară ca turci din Ahıska (Ahîska), adică din Ahalțihi). Ei au fost deportați în 1944 în Asia Centrală, în perioada regimului stalinist. Au fost colonizați în Kazahstan, Kîrgîzstan și Uzbekistan. În zilele noastre sunt răspândiți în mai multe foste republici sovietice. Marea majoritate, peste 80%, sunt etnici turci (yerli și terekeme), kurzi și armeni musulmani, iar restul sunt descendenți ai georgienilor convertiți cu forța la islam în secolele al XVII-lea și al XVIII-lea. Populația totală de turci mesheți este estimată la circa 300.000 de persoane. 
În mai 1989, turcii mesheți din valea Fergana din Uzbekistan au suferit de pe urma unui pogrom, rezultat al tensiunilor interetnice din această regiune suprapopulată și foarte săracă. Ca urmare a conflictelor etnice, turcii mesheți au părăsit în masă Uzbekistanul. 
În momentul deportării, turcii mesheți erau în număr de 96 000 de suflete, iar acum se consideră că această cifră a depășit 300 000. Președintele Eduard Șevardnadze a semnat în 1993 un decret privind „deportații din anii 40”, prin care până în 2000 trebuiau să se întoarcă 5 000 de turci mesheți. Dar, după recensământul din 2002, în Georgia s-au înregistrat doar 53 reprezentanți ai acestei etnii, fiindcă autoritățile de la Tbilisi, ferindu-se de numărul lor, nu-i recunosc ca turci, ci doar „georgieni musulmani” sau „mesheți”. Dar nici cei care își schimbă numele și etnia nu au drept să se stabilească în Djavahetia în mod compact, ci sunt instalați în diferite regiuni ale țării. În 1998, Comisariatul ONU pentru refugiați a criticat guvernul de la Tbilisi din cauză nesoluționării problemei. Georgia, în momentul aderării la Consiliul Europei, s-a obligat să-i repună în drepturi pe toți turcii mesheți în respectiva provincie până în 2012.
În ultimul deceniu al secolului trecut, Georgia a început să primească coloniști mesheți dacă aceștia se declarau de origine georgiană. Colonizarea a declanșat protestele armenilor din provincia Samtshe-Javaheti. Azerbaidjanul a acceptat pe teritoriul său un număr de turci mesheți, însă, fiind nevoit să facă față și problemelor refugiaților din Nagorno-Karabah, guvernul a limitat numărul nou veniților. Turcia, văzută de mulți mesheți ca "adevărata lor patrie", a început un program de colonizare a emigranților în regiunile cu populație majoritară kurdă din estul țării. Colonizarea mesheților în ținutul Krasnodar din Rusia a făcut să alimenteze resentimentele antiturce ale cazacilor din Kuban. 
Începând cu 2004, în cooperare cu agențiile guvernamentale rusești și nord-americane, Organizația Internațională a Migrației (OIM) a început un program de strămutare a turcilor mesheți din Krasnodar în Statele Unite ale Americii. Până în septembrie 2005, 21.000 de persoane au cerut să facă parte din acest program, 5.000 plecând în  Philadelphia (Pennsylvania); Atlanta (Georgia); Knoxville (Tennessee); Waukesha (Wisconsin); și alte orașe americane. 